# Linda Vista, Ocozocoautla de Espinosa
Linda Vista är en ort i Mexiko.   Den ligger i kommunen Ocozocoautla de Espinosa och delstaten Chiapas, i den sydöstra delen av landet, 600 km öster om huvudstaden Mexico City. Linda Vista ligger 323 meter över havet och antalet invånare är 250.
Terrängen runt Linda Vista är kuperad åt sydväst, men åt nordost är den platt. Terrängen runt Linda Vista sluttar norrut. Runt Linda Vista är det ganska glesbefolkat, med 40 invånare per kvadratkilometer. Närmaste större samhälle är Raudales Malpaso, 11,7 km nordost om Linda Vista. I omgivningarna runt Linda Vista växer huvudsakligen savannskog.